# Karin Jacobs
Karin Jacobs (Antwerpen, 13 februari 1960) is een Vlaamse actrice.
Ze acteerde in verschillende Vlaamse televisieseries en films. Ze werd vooral bekend door haar rol in de VTM-soap Wittekerke, waarin ze van 2004 tot 2008 het personage Karen Vandenbroecke vertolkte.
In 2010 ontving ze de Vlaamse Musical Award voor beste vrouwelijke hoofdrol voor haar rol in Ganesha van Judas TheaterProducties.
Jacobs heeft uit haar eerste huwelijk met Jan Cleymans een zoon en een dochter. Zoon Jelle Cleymans is zanger en acteur, dochter Clara Cleymans is ook actrice.